# Ranakpur
Ranakpur és un llogaret on hi ha un complex de temples jains, al Rajasthan; el conjunt és un dels cinc llocs sagrats del jainisme a l'Índia, i es troba a 98 km al nord-oest d'Udaipur (Rajasthan), a les faldes de la serralada del districte de Pali al coll de Sadri.
El temple principal és el temple d'Adinath que és el temple jainista més gran de l'Índia i el considerat més bonic; ocupa una superfície de 4320 m2, i està format per 1444 pilars de marbre blanc gravats amb gran detall i complexitat i tots diferents, de les quals una està torta perquè pel seu arquitecte només déu podia ser perfecte; té 4 capelles secundàries i 24 sales amb pilars. Per entrar al temple cal anar descalç i s'hi arriba per una gran escala. La claredat a través de les columnes dona un gran joc de llums i ombres i de canvis de colors de les escultures i columnes al llarg del dia, entre daurat i blau cel. La neteja es extrema per evitar la presència de petits animals que podrien ser trepitjats cosa contrària a la religió dels jains (alguns fins i tot porten una mascara per no respirar cap mosquit). A la sala de reunió hi ha dues grans campanes de 108 kg el so de les quals afecta a tot el complex. El temple és de planta en forma de creu i amb quatre accessos, un per cada costat que a través de vestíbuls amb columnes porten a la sala central amb la imatge d'Adinath; està rodejat per una fila de capelles, 86 en total. El sostre, decorat amb panels geomètrics, és subjectat per columnes i capitells, amb cinc cúpules decorades amb ornamentació concèntrica. El nombre d'escultures és immens, destacant les figures dels déus ballant i les representacions d'elefants.
Ranakpur porta el nom pel rana Kumbha Karna Singh (1433-1468) que va donar els terrenys a un comerciant ric de nom Dharna Sah, per construir els temples; Dharna va encarregar la feina diversos arquitectes i finalment va seleccionar a un anomenat Depa o Deepaka. La construcció va durar 50 anys. Com que els jainistes són comerciants, la construcció i manteniment fou finançada per donacions dels comerciants rics.

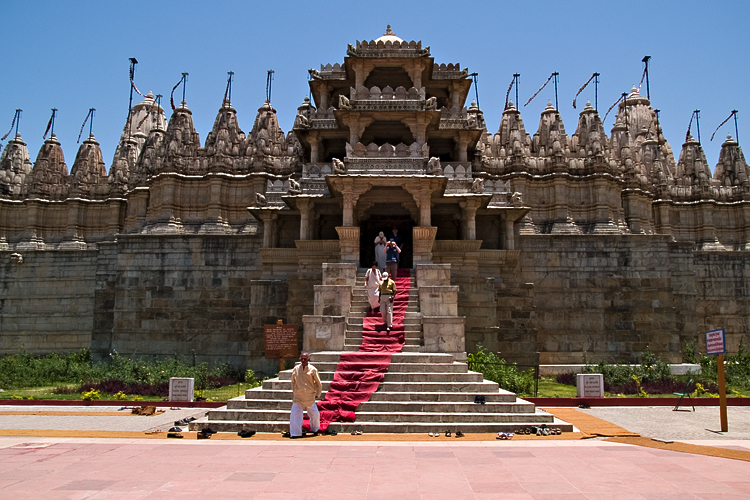
Exterior del temple
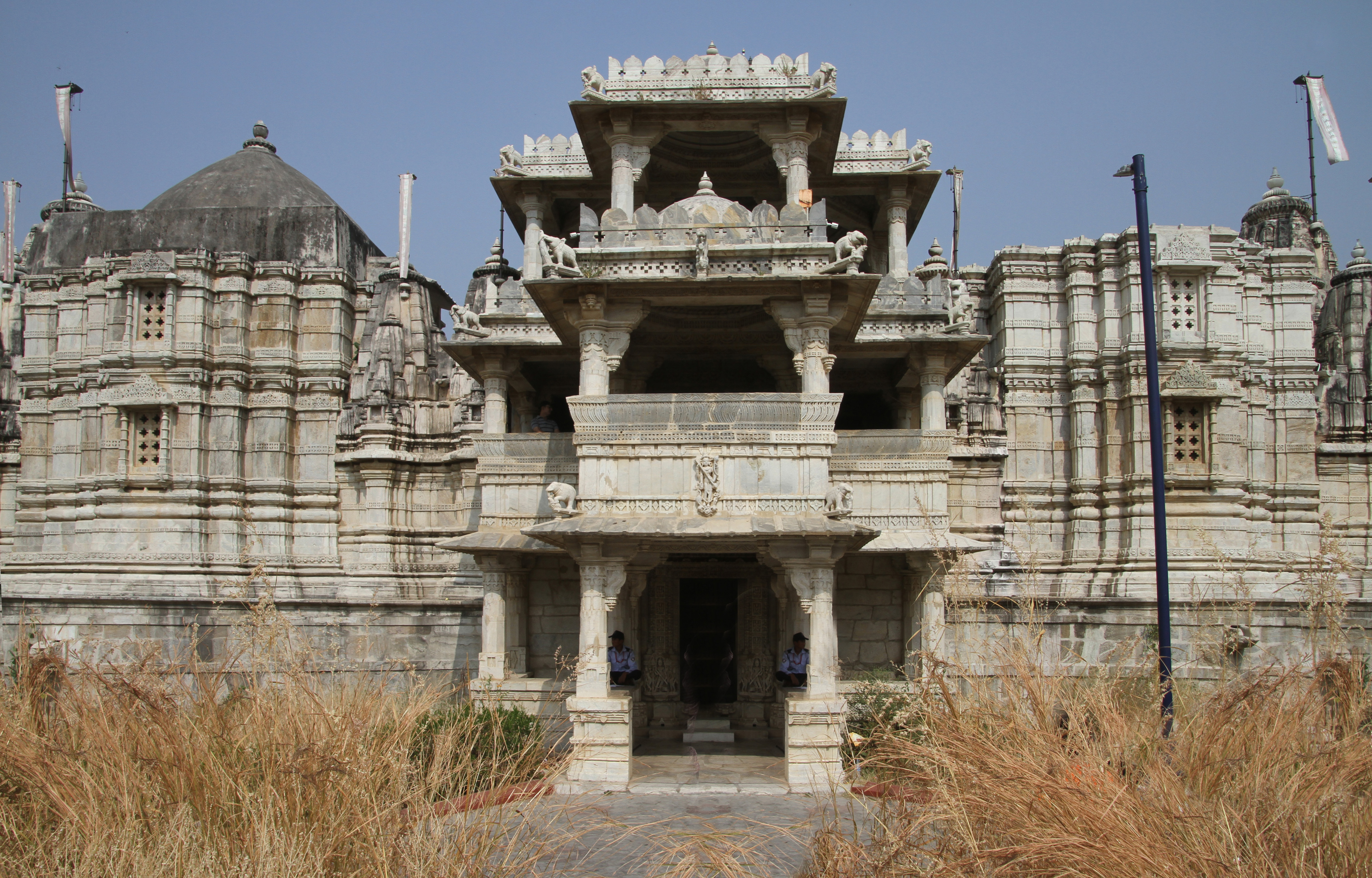
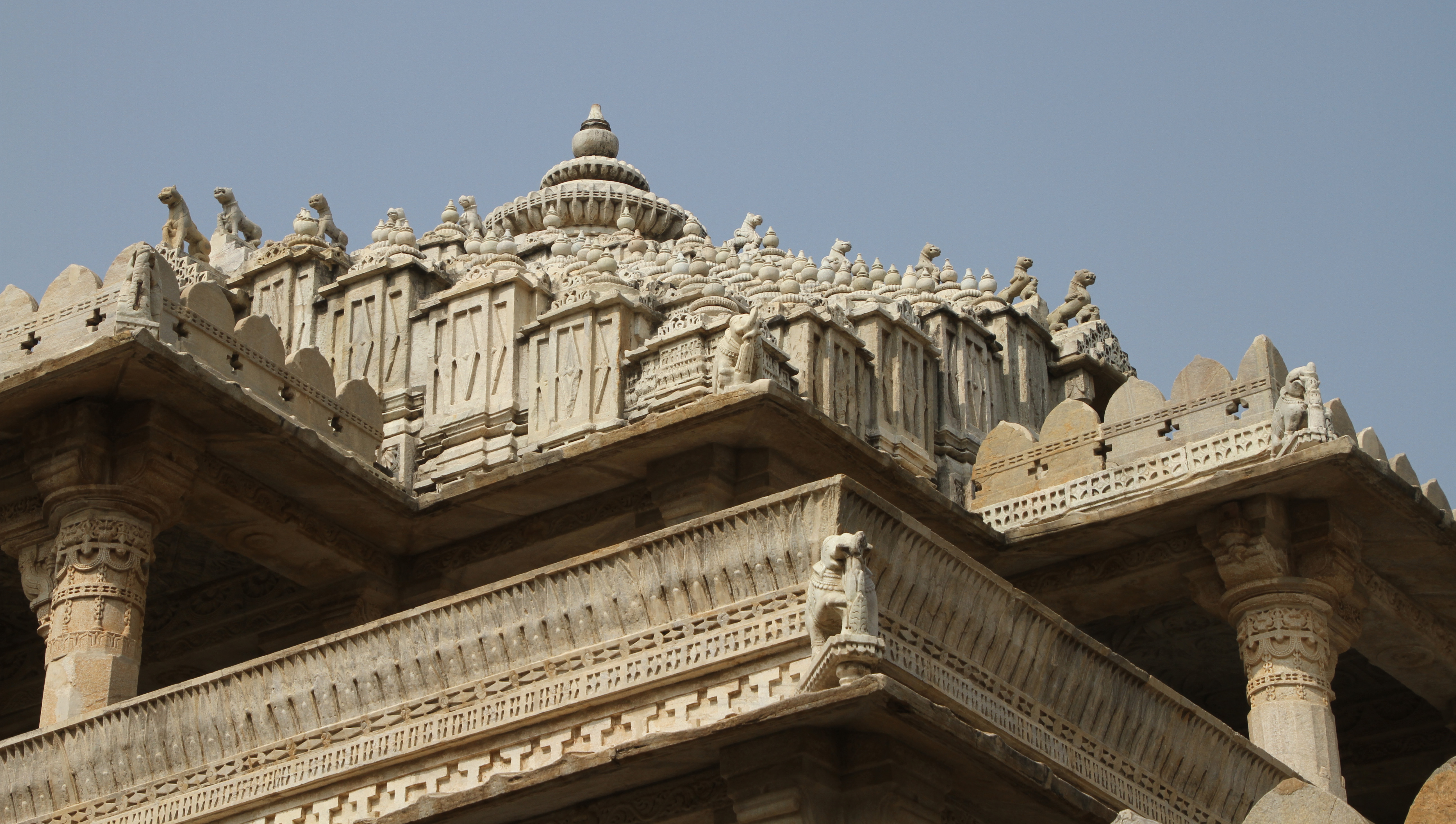
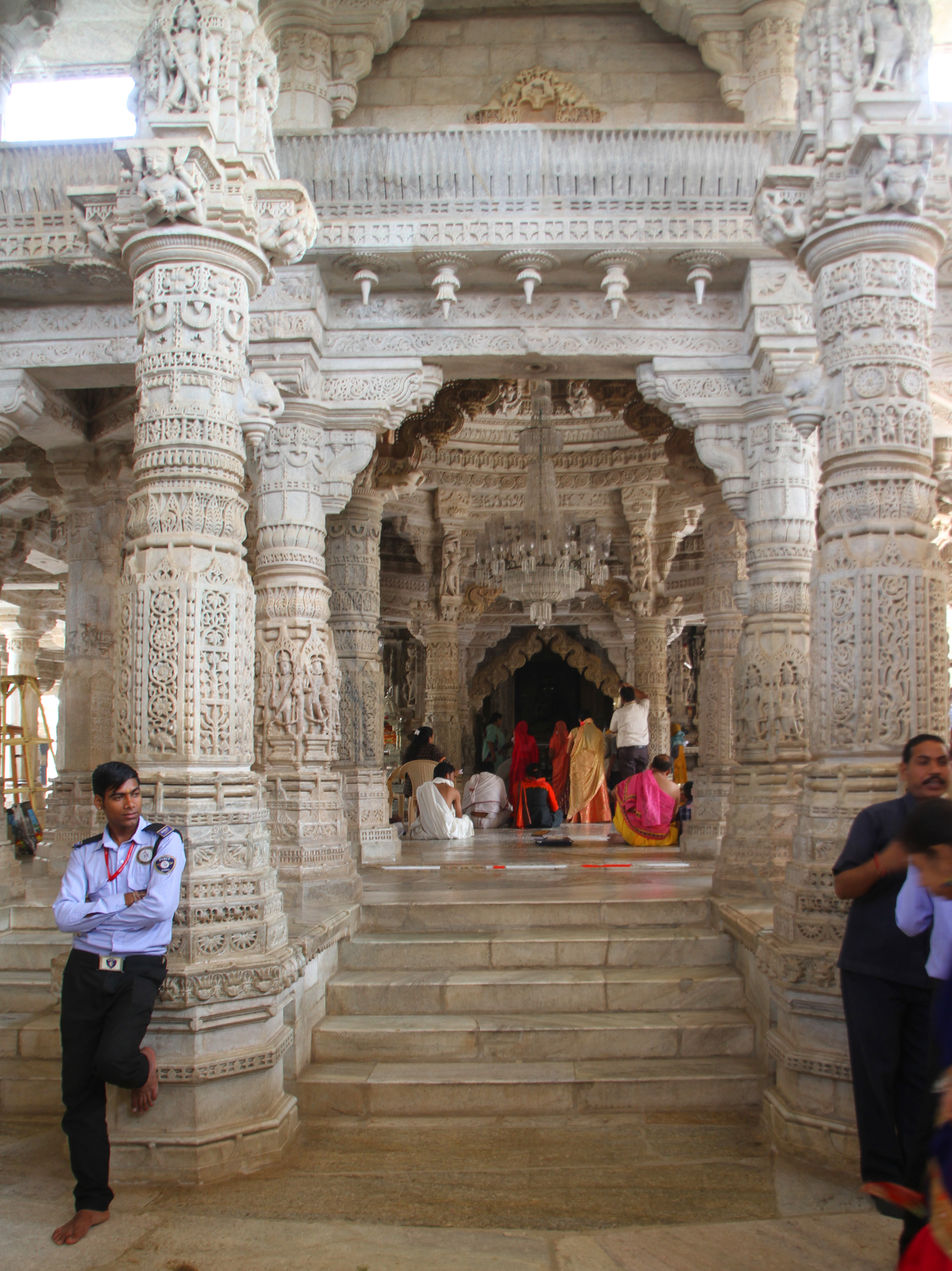
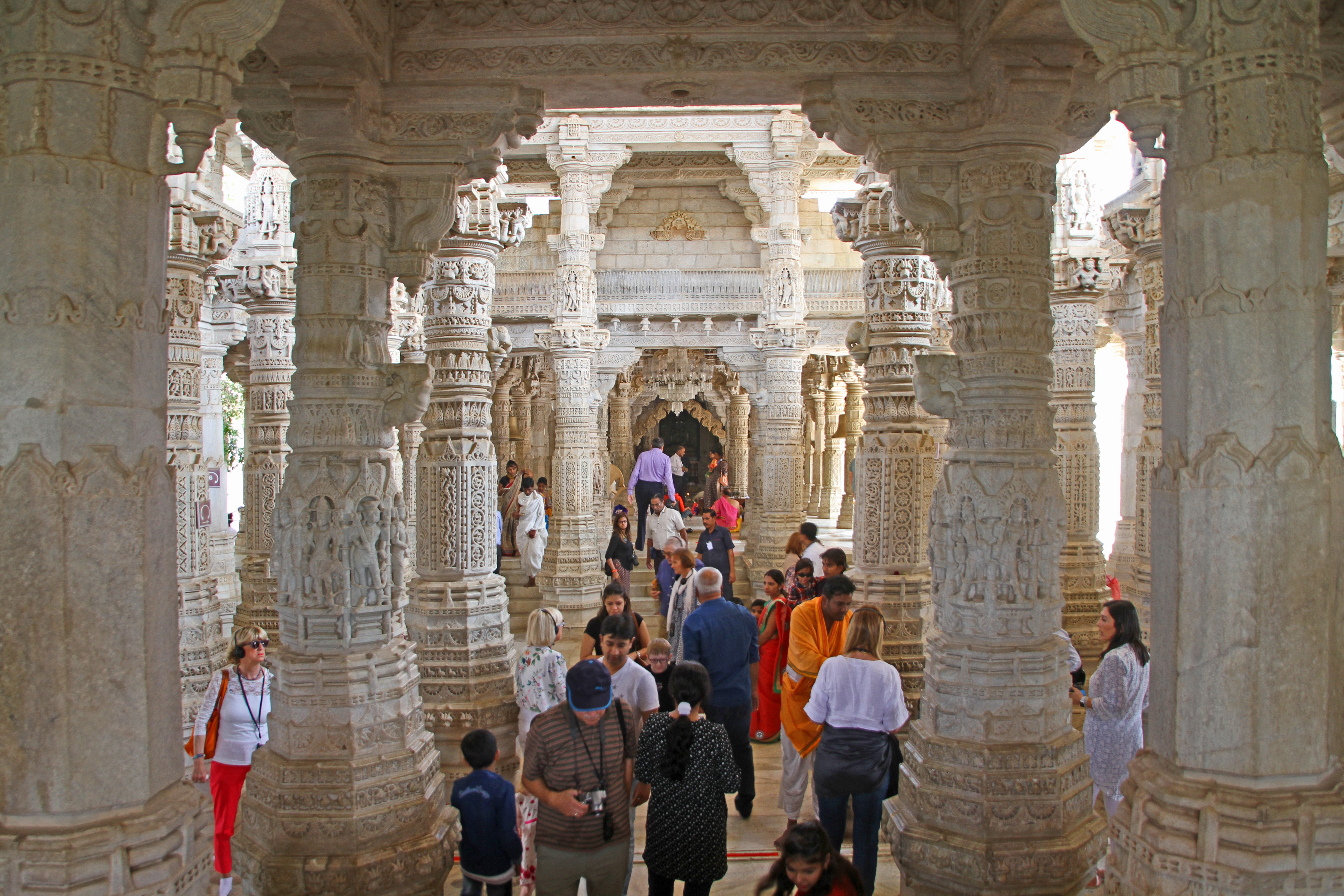
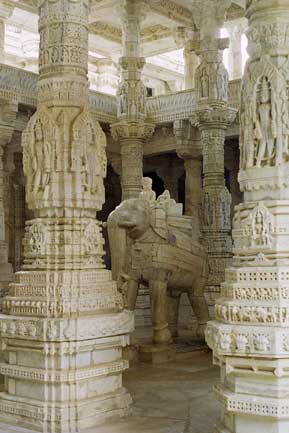
Columnes i elefant
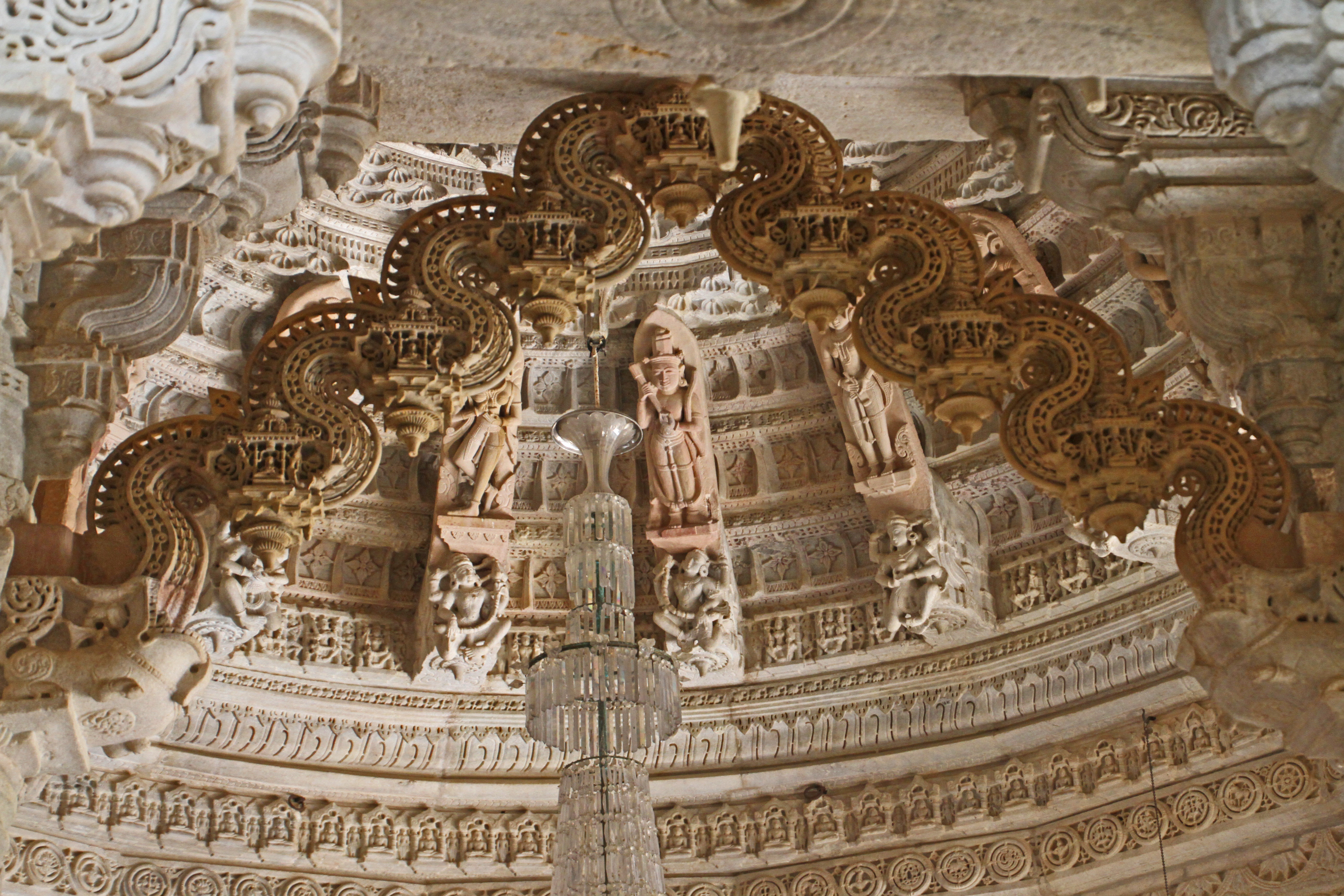
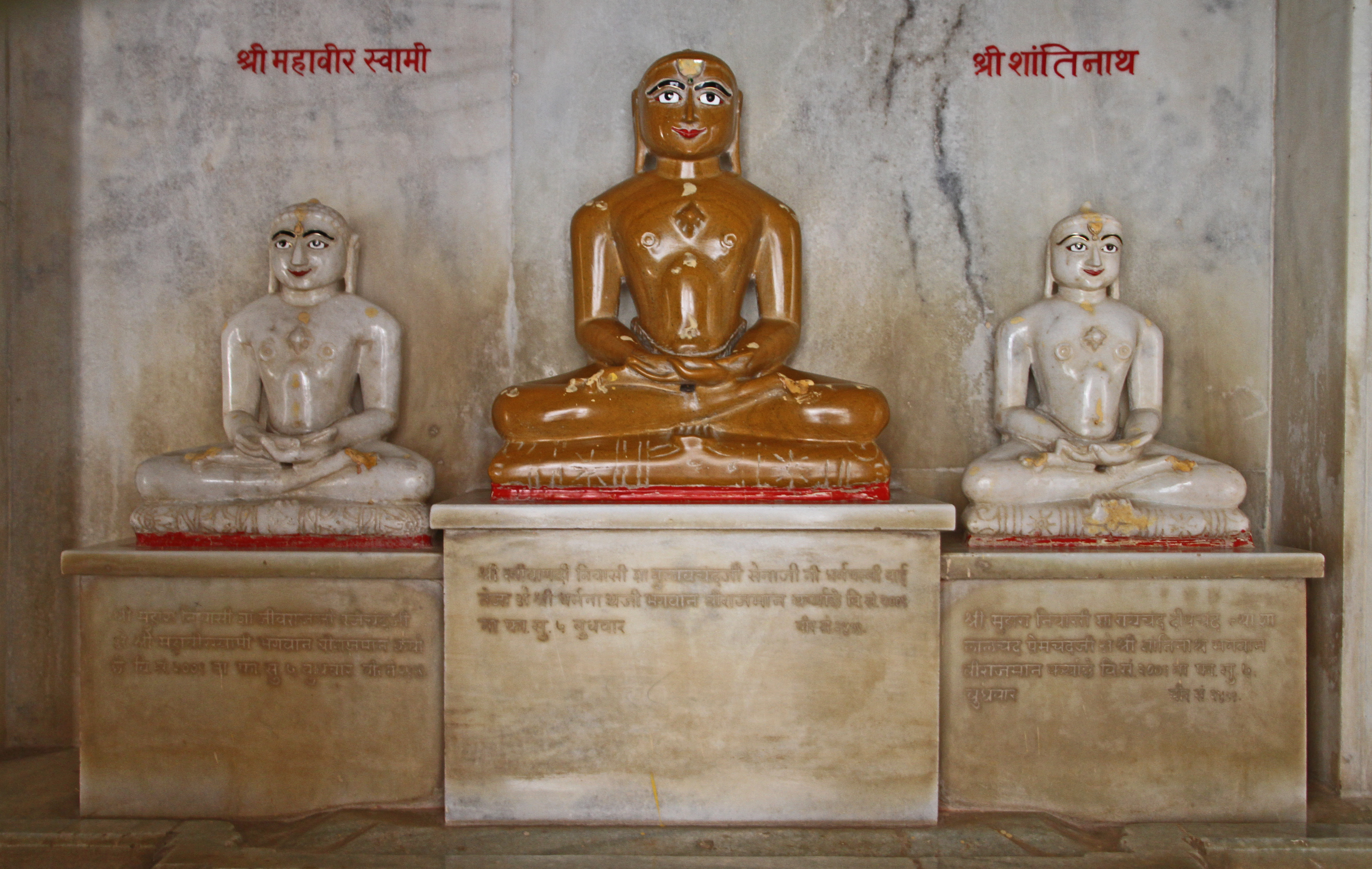
Tirthankara